# Chronopharmacologie
La chronopharmacologie moderne est une branche de la chronobiologie qui s'intéresse à l’étude de l’action des médicaments en fonction de la périodicité biologique du sujet ou tissus dans lequel le médicament joue un rôle. C’est aussi l’étude des paramètres caractérisant la biopériodicité endogène.
Ainsi, cette science a pour but d’optimiser l’action des médicaments en fonction du rythme biologique du patient. Une définition plus simple serait de dire que la chronopharmacologie est la fusion entre la pharmacologie et la chronobiologie.

## Branches et divisions de la chronopharmacologie
Cette science peut être subdivisée en plusieurs branches :
- la chronothérapie avec laquelle elle est très proche, à l’exception que la chronopharmacologie étudie des éléments actifs comme des médicaments en plus des facteurs endogènes ou stimuli externes[3].
- La chronopharmacocinétique est le dosage selon le temps et la rythmicité des changements des paramètres utilisés pour décrire la pharmacocinétique[4].
- La chronesthésie qui est un changement rythmique de la sensibilité du système cible lors de la prise de médicament[4].
- La chronotoxicité est la toxicité du médicament selon l’horaire de son administration[5].
- La chronoénergie désigne les différences de rythme sur l’effet d’un médicament sur un organisme[4].

## Histoire

### Début de l’étude des rythmes sur l’être humain
Le rythme biologique commence à être envisagé et étudié il y a plus de 200 ans, soit lors de la deuxième moitié du 18e siècle. Cela commence par une mise en relation des effets de la période de rotation de la Terre et la rythmicité du corps humain. Julien-Joseph Virey démontre même les bénéfices de l’application d’opium à des moments précis de la journée,.

### Histoire entre le système circulatoire et les avancées en chronopharmacologie
Au 19e siècle, les scientifiques caractérisent la rythmicité du pouls ce qui aura comme conséquence la création de l’ECG dans le domaine médical moderne. Cette avancée a permis de comprendre la rythmicité de la dilatation des vaisseaux sanguins au cours d’une période de 24h. Cependant, ce n’est qu’au 20e siècle que les différents types d’hypertension ont été décrits,, permettant ainsi le développement futur des traitements par chronopharmacologie. Ces traitements se basant à la fois sur le dosage utilisé et le moment idéal durant lequel le médicament doit être appliqué pour permettre au patient d’avoir une tension artérielle normale durant 24 heures.

## Rythmicité du système digestif

### Ulcère gastrique
L’ulcère gastrique est une maladie qui affecte 10 % de tous les Occidentaux au moins une fois dans leur vie. Pouvant causer des inconforts sévères, des chercheurs ont décidé d’étudier les rythmes chronobiologiques des ulcères gastro-intestinaux. Les ulcères sont fortement liés au pH de l’estomac, car un pH trop acide peut causer la rupture des parois gastriques. Une variation temporelle du pH de l’estomac au cours de la journée peut être observée. En effet, pour les gens sains et à jeun, les cellules gastriques sécrètent minimalement l’acide entre 10h00 et 12h00 (midi), la sécrétion d’acide augmente rapidement vers 16h00 et atteint un pic vers 22h00 , .  
Cette augmentation de l’acide gastrique en fin de journée est aussi suivie par une augmentation de la sécrétion de mucus protecteur des parois de l’estomac. Chez les rats, la sécrétion de mucus est 40 % plus faible durant les périodes d’éveil par rapport au sommeil . 
Cette rythmicité de l’acidité gastrique a donc permis de combiner la chronobiologie avec la pharmacologie pour essayer de trouver la meilleure plage horaire pour administrer des médicaments contre les ulcères.

### Traitement chronopharmacologique de l'ulcère
Les médecins ont découvert que l’administration orale de 800 mg de cimétidine à 23h00 va faire monter le pH gastrique à 6.0 durant toute la nuit, alors que deux administrations de 400 mg de cimétidine données à 08h00 et à 23h00 ne vont faire monter qu’à 4.0 le pH de l’estomac .
De plus, l’administration de 300mg de ranitidine faisait baisser l’acidité gastrique de 72% lorsque le médicament était pris en fin de soirée. Lorsque la même dose était prise en matinée, le médicament ne fait baisser l’acidité de l’estomac que de 34 % . L’heure de prise de médicament peut donc plus ou moins doubler l’efficacité du médicament.

## Rythmicité du système rénal
Le rein est l’organe le plus important dans l’élimination des médicaments, qui seront excrétés sous formes inchangées ou bien sous forme de métabolites. Dû à la similitude entre les fonctions qu’effectue le rein, les connaissances chronobiologiques de celui-ci sont relativement limitées, mais pas insignifiantes .

### Variation circadienne de la filtration glomérulaire
Le taux de filtration glomérulaire se mesure par l’épuration d’une substance qui est filtrée librement. L’inuline sera prise comme exemple, car c’est un bon marqueur pour déterminer le taux de filtration glomérulaire. La clairance de l’inuline est maximale chez l’humain entre 08h00 du matin et 20h00  et la clairance de celle-ci est minimale entre minuit et 04h00 du matin . L’étendue de variation circadienne de la filtration glomérulaire chez l’humain est d’environ 20% durant une journée complète et cette filtration est maximale en période d’activité ,.

### Lien du système rénal et des variations circadienne d'antibiotiques
La filtration glomérulaire tout comme le flux sanguin rénal et le volume urinaire sont à leur niveau maximal pendant la période d’activité chez les êtres humains et leurs variations circadiennes ont un impact sur l’excrétion des médicaments par le rein. La variation circadienne de la pharmacocinétique a également été étudiée chez les humains volontaires sains,. Prenons l’exemple de la famille des aminosides, avec la gentamicine et l’isépamicine. Chez les volontaires sains, ces deux antibiotiques sont retrouvés en valeur maximale en soirée/nuit, alors qu’ils sont retrouvés en valeur minimale en matinée. Donc, la demi-vie d’élimination de ces antibiotiques suit le même principe circadien que la filtration glomérulaire, c’est-à-dire qu’elle est maximale lorsque les volontaires sains sont en période d’activité.

## Rythmicité du système endocrinien
La chronopharmacologie est aussi utile pour régler des problèmes liés à l’endocrinologie.
Comme vu précédemment, l’heure d’administration du médicament peut avoir un effet important. En effet, dans certains cas, administrer une dose quotidienne de corticostéroïde en après-midi est plus efficace qu’administrer quatre fois la dose au courant de la journée.
Non seulement efficace, une administration tôt le matin permet de minimiser le risque d’insuffisance rénale.

### Cycle
Un cycle circadien normal de cortisol verrait un pic au moment du réveil et une baisse graduelle au cours de la journée, jusqu’à l’heure de sommeil. Lorsque l’individu dort, il y a une augmentation rapide de quantité de cortisol endogène et celle-ci est maximale lorsqu’il se réveille, et le cycle recommence.
Toutefois, en administrant, au réveil, une dose de corticoïde, tel que des glucocorticoïdes exogènes, il y aura une inhibition de la quantité de cortisol endogène. Ainsi, le niveau de cortisol endogène sera très bas, et dans cette situation, le système va désormais s’occuper d’éliminer la quantité de glucocorticoïde exogène tout au long de la journée, gardant sa quantité de cortisol endogène à un bas niveau .
Il y a toutefois un danger quant à l’administration de médicaments. Dépendamment de la quantité de glucocorticoïdes administrée, il y aura une baisse de quantité de cortisol produit naturellement par le cortex surrénal. Quantité qui peut même diminuer complètement si la dose administrée est supérieure à la production hebdomadaire.

### Maladie d'Addison
Un exemple concret d’utilisation de chronopharmacologie est le traitement de la maladie d’Addison . Les individus atteints de cette maladie vont avoir une fatigue extrême due à un niveau très faible de cortisol, causé par une défaillance de leur cortex surrénal. Le traitement de cette maladie prend en compte les aspects de la chronopharmacologie. Celui-ci commence par l’administration matinale d’une grande dose de corticostéroïde, ainsi qu’une administration d’une faible dose en fin d’après-midi. Cette administration asymétrique permet de corriger leur rythme circadien anormal et d’éliminer la fatigue ressentie .